# Verband Schweizerischer Elektrizitätsunternehmen

Logo

Der Verband Schweizerischer Elektrizitätsunternehmen (VSE) ist der Branchenverband der Schweizerischen Elektrizitätswirtschaft. Er koordiniert und bündelt die Interessen und Kompetenzen seiner rund 400 Mitglieder und vertritt diese gegenüber Politik, Wirtschaft und Gesellschaft.

## Verbandsziele
Gemäss Eigendeklaration bildet der VSE als Branchendachverband die Plattform für die schweizerische Stromwirtschaft entlang der gesamten Wertschöpfungskette von der Produktion über den Handel bis zur Übertragung, Verteilung und Anwendung. Dabei berücksichtigt der Verband die strukturellen und regionalen Gegebenheiten sowie die Bedürfnisse seiner Mitglieder.
Der VSE fördert den Dialog und gestaltet den Meinungsbildungsprozess mit klaren Spielregeln unter Einbezug aller Mitglieder und Gruppierungen. Er koordiniert und bündelt die gemeinsamen Interessen und Positionen der Branche. Er stimmt diese Positionen ab und vertritt sie gegenüber Politik, Wirtschaft und Gesellschaft. Der VSE übernimmt diesbezüglich die Führung in Lobbying und Kommunikation.
Der VSE bezieht Organisationen der Branche sowie regionale Verbände durch Kooperation oder Integration mit ein. Er vertritt die Branche in nationalen und internationalen Gremien. Diverse Vertreterinnen und Vertreter von Mitgliedern des Verbandes repräsentieren den VSE bei Eurelectric, dem Dachverband der europäischen Elektrizitätswirtschaft.
Kostendeckende und marktgerechte Branchendienstleistungen sowie ein Aus- und Weiterbildungsangebot für gut ausgebildete Fachkräfte in der Branche ergänzen die Kernaufgaben des VSE. Er führt entsprechende Aus- und Weiterbildungsprogramme durch und organisiert eidgenössisch anerkannte Prüfungen.

## Energiepolitik
Der VSE engagiert sich für einen beschleunigten Ausbau der erneuerbaren Energien sowie für die dafür notwendige Weiterentwicklung des Stromnetzes, und er setzt sich für eine enge energiepolitische Zusammenarbeit mit der Europäischen Union ein. Der inländische Ausbau von erneuerbaren Energien mit besonderem Fokus auf die Winterstromproduktion und eine stabile Kooperation mit der EU im Energiebereich sind gemäss der Studie «Energiezukunft 2050», welche der VSE zusammen mit der Empa im Dezember 2022 vorgestellt hat, zentrale Voraussetzungen, um bis ins Jahr 2050 die energie- und klimapolitischen Ziele der Schweiz zu erreichen. Der VSE setzt sich für einen schonenden Umgang mit Umwelt und Ressourcen ein und unterstützt die Klimaziele der Schweiz. Im Sinne einer Gesamtübersicht hat der VSE eine Roadmap mit den für die Stromversorgungssicherheit notwendigen Massnahmen entlang der gesamten Wertschöpfungskette erstellt.

## Mitglieder
Der Verband zählt rund 400 Mitglieder aus der Schweiz und dem Fürstentum Liechtenstein. Die Mitgliedunternehmen sind entlang der gesamten Wertschöpfungskette tätig (Produzenten, Verteilnetzbetreiber, Querverbundunternehmen). Sie produzieren und verteilen über 90 % des Schweizer Stroms.

## Organisation
Der Verband wurde 1895 gegründet und hat am 1. Juli 2007 mit dem gleichartigen Verband der Romandie, Les Electriciens Romands (ER), fusioniert.
Der Vorstand des Verbands setzt sich aus Vertretern der Branchenverbände und der diversen Interessensgruppierungen der Strombranche zusammen. Der Hauptsitz des Verbands ist in Aarau. In Lausanne verfügt er über eine Niederlassung für die Romandie und in der italienischsprachigen Schweiz ist der Verband durch die Elettricità Svizzera italiana (ESI), mit der er eng zusammenarbeitet, vertreten. Präsident ist seit Mai 2024 Martin Schwab, Direktor ist seit 2011 Michael Frank.

### OSTRAL
Im Auftrag des Schweizer Bundesrats betreibt der VSE die Fachstelle OSTRAL (Organisation für Stromversorgung in Ausserordentlichen Lagen), welche im Fall einer Strommangellage aktiv würde. OSTRAL müsste im Krisenfall die vom Bundesrat beschlossenen Massnahmen umsetzen. Die Massnahmen wurden von der Branche und OSTRAL von langer Hand in Zusammenarbeit mit der wirtschaftlichen Landesversorgung des Bundes vorbereitet.